# Musée du santon Marcel Carbonel
Actuellement fermé, le musée du santon Marcel Carbonel a ouvert à Marseille en 1997. Son conservateur était Philippe Renoux-Carbonel, le musée rassemblait la collection du santonnier Marcel Carbonel.

## Historique
Au cours de sa carrière, Marcel Carbonel effectue de nombreux voyages en Europe et ne cesse d'acquérir tout ce qui peut toucher à la Nativité, aux santons et aux figurines suivant un précepte bien établi : l'originalité des créations. Dans le même temps, il collectionne à peu près tous les santons que fabriquent ses confrères en suivant toujours le même précepte. Sa collection privée est constituée de pièces originales faites d'argile (cuite ou crue), papiers mâchés, bois sculpté et précieux, verre filé de Murano, plâtre (tel que les santibelli[réf. souhaitée]), céramique, porcelaine, polychrome, maïs, liège, tissus (santons habillés).
En 1997, cette collection est mise en valeur au travers d'un musée permettant aux visiteurs d'explorer cet artisanat.
Depuis 2020, le musée est fermé.

## Présentation du musée

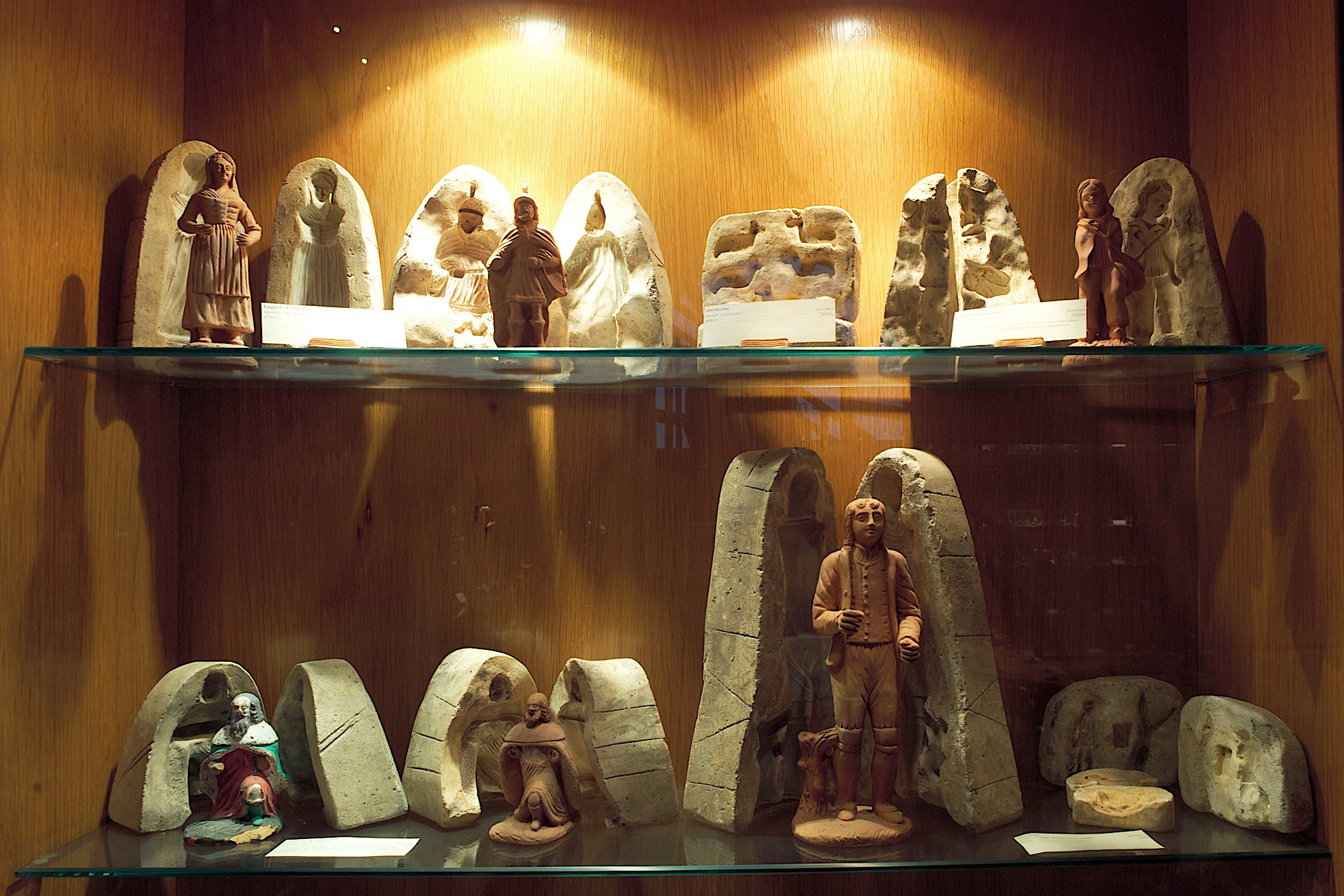
Moule de Jean-Louis Lagnel (1764-1822)

Etaient exposés également deux concours de Meilleurs ouvriers de France (le sien et celui d'Émilie Puccinelli-Meunier), une collection de moules en plâtre de Jean-Louis Lagnel et de Auguste Pellegrini[réf. souhaitée], statuaire Marseillais.